# Datungia
Datungia là một chi bướm đêm thuộc họ Noctuidae.